# Горленко Яким Іванович
Горленко Яким Іванович він же Гречаний? (1686 — бл. 1758) — Генеральний хорунжий Глухівського періоду в історії України в 1729—1741 роках за правління Данила Апостола, наказний гетьман в 1737—1741 роках, Генеральний суддя в 1741 та в 1745—1758 роках за правління гетьмана Кирила Розумовського, значний військовий товариш (1715—1725 рр.), бунчуковий товариш (1725—1729 рр.)

## Державна служба

### Початок
Почав службу у ранзі значний військовий товариш у 1715 році. В 1725 році працював Прилуцьким полковим писарем, а потім отримав звання бунчуковий товариш (1725—1729 рр.) Відразу ж у 1725 році брав участь у Сулацькому поході низового корпусу (1725). Наступного року командував полком бунчукового товариства при поверненні з Сулаку.

### Генеральна військова канцелярія
У січні 1729 року був обраний Генеральним хорунжим в Генеральній військовій канцелярії гетьмана Данила Апостола. Працював на цій посаді до лютого 1741 року.
В 1737—1741 роках був призначений наказним гетьманом.
Двічі ніс уряд Генерального судді (20.02.1741 — 5.03.1741 та з травня 1745 до 1758 рр.).
Брав участь в церемонії обрання Гетьмана Кирила Розумовського у лютому 1750 року.

## Родина
Дід Горленко Лазар Федорович (? — 1687) — був полковником Прилуцького козацького полку в 1658—1687 роках (з перервами). Він заснував старшинсько-шляхетський рід Горленків. Батько Горленко Іван Лазарович (бл. 1655 — ?). Мати Кудар Ганна Петрівна (бл. 1665 — бл. 1670) походила із звичайної козацької родини.
У шлюбі Яким Горленко побував двічі. Уперше – з Марією Канієвською-Оболонською. Їхній син Петро Горленко (1709–1788) згодом, у 1767–1772 рр., став наказним прилуцьким полковником. Удруге Яким Горленко одружився з донькою козака Маврою (Марією) Кирпич. У них народилися семеро дітей: Анастасія (в шлюбі – Шишкевич), Марія (Кандиба), Ганна (Милорадович), Олена (Сандурська), Степан (? – після 1784), Єфросинія (Милорадович) і Зиновія (Маркевич-Чарниш).